# Highway to Hell (album)
Highway to Hell je šesti studijski album australskog hard rock sastava AC/DC, izdan u srpnju 1979. g. i posljednji kojeg je grupa snimila s Bon Scottom prije njegove smrti u veljači 1980. g. od prekomjerne konzumacije alkohola.

## Poredak pjesama
1. "Highway to Hell" 3:27
2. "Girls Got Rhythm" 3:23
3. "Walk All Over You" 5:09
4. "Touch Too Much" 4:26
5. "Beating Around the Bush" 3:56
6. "Shot Down in Flames" 3:22
7. "Get It Hot" 2:34
8. "If You Want Blood (You've Got It)" 4:36
9. "Love Hungry Man" 4:16
10. "Night Prowler" 6:16

Sve pjesme napisali su Angus Young, Malcolm Young i Bon Scott.

## Osoblje
- Bon Scott – vokal
- Angus Young – solo gitara
- Malcolm Young – ritam gitara, prateći vokali
- Cliff Williams – bass, prateći vokali
- Phil Rudd – bubnjevi